# العزوزيين (السهول)
العزوزيين هي إحدى مشيخات المملكة المغربية، تتبع جغرافيا لعمالة سلا وإداريًا لالسهول. يقدر عدد سكانها بـ 1993 نسمة حسب الإحصاء الرسمي للسكان والسكنى لسنة 2004.